# Veine rénale
Les veines rénales sont les veines drainant les reins. Le sang veineux filtré regagne ainsi la veine cave inférieure.
Il en existe habituellement une par rein, sauf dans le cas de "veines rénales multiples".
La veine rénale gauche, plus longue que la droite, draine également : 
- les veines gonadiques gauches (veine ovarique et veine testiculaire)
- la veine surrénale gauche
- la veine phrénique inférieure[2]
- la 2e veine lombaire
- la partie supérieure de l'uretère gauche (branche urétérique de la veine rénale gauche) [1]

La veine rénale gauche donne la racine médiale de la veine hémi-azygos.

## Pathologie
Les maladies associées aux veines rénales sont la thrombose veineuse rénale et le syndrome du casse-noisette (occlusion de la veine rénale).
- La thrombose veineuse rénale est l'occlusion d'une ou des deux veines rénales par un thrombus. Ce dernier se forme au cours d'affections favorisant l'hypercoagulabilité. Citons notamment le syndrome néphrotique.